# Daurama II
Daurama ou Magajiya Daurama (vers le 9e siècle) est une dirigeante du peuple haoussa qui, en tant que dernière Kabara de Daura, a présidé le bouleversement qui a vu un transfert de pouvoir du système royal matriarcal du peuple haoussa. Les traditions orales se souviennent d'elle comme la « reine grand-mère » fondatrice des royaumes haoussa, qui a commencé dans la région que nous connaissons aujourd'hui sous le nom de monarchies du nord du Niger et du Nigéria. L'histoire de Magajiva Daurama est partiellement racontée dans la légende de Bayajidda.
Magajiva Daurama dirigeait un État connu sous le nom de Daura, du nom de la ville du même nom, aujourd'hui également émirat de l'État de Katsina, au Nigéria. La capitale originale de l'état s'appelait Tsohon Birni (« vieille ville ») et, pendant son règne, Daurama a déplacé la capitale dans la ville de Daura, qui a été nommée d'après elle.